# Macropiper puberulum
Macropiper puberulum är en pepparväxtart som beskrevs av George Bentham. Macropiper puberulum ingår i släktet Macropiper och familjen pepparväxter. Inga underarter finns listade i Catalogue of Life.